# Hypoestes scoparia
Hypoestes scoparia är en akantusväxtart som beskrevs av Raymond Benoist. Hypoestes scoparia ingår i släktet Hypoestes och familjen akantusväxter. Inga underarter finns listade i Catalogue of Life.